# Eucranta innatans
Eucranta innatans är en ringmaskart som först beskrevs av Chamberlin 1919.  Eucranta innatans ingår i släktet Eucranta och familjen Polynoidae. Inga underarter finns listade i Catalogue of Life.